# Minnesund
Minnesund is een plaats in de Noorse gemeente Eidsvoll, fylke Akershus. Minnesund telt 474 inwoners (2007) en heeft een oppervlakte van 0,78 km².